# Fundusz Termomodernizacji
Fundusz Termomodernizacji - fundusz celowy utworzony w Banku Gospodarstwa Krajowego mający  na celu zmniejszenie zapotrzebowanie na energię i  wspieranie przedsięwzięć termomodernizacyjnych.

## Powołanie Funduszu
Na podstawie ustawy z 1998 r. o wspieraniu przedsięwzięć termomodernizacyjnych w Banku Gospodarstwa Krajowego ustanowiono Fundusz.

## Środki Funduszu
Na Fundusz składały się:
- środki przekazywane z budżetu państwa-w wysokości określonej b ustawie budżetowej,
- odsetki od  lokat środków funduszu w bankach,
- wpływy z inwestycji środków  funduszu w papiery wartościowe emitowane przez Skarb Państwa lub Narodowy Bank Polski oraz w papiery wartościowe określające świadczenia pieniężne, gwarantowane lub poręczane przez Skarb Państwa albo Narodowy Bank Polski,
- darowizny i zapisy,
- inne wpływy.

## Przeznaczanie środków Funduszu
Środki Funduszu przeznaczane były na:
- wypłatę przyznanych premii termomodernizacyjnych,
- pokrycie kosztów weryfikacji audytów energetycznych -do wysokości nie przekraczającej 3% środków Funduszu,
- pokrycie kosztów obsługi Funduszu.

## Przeznaczania wolnych środków Funduszu
Okresowe wolne środki Funduszu mogły być:
- lokowane w innych bankach,
- inwestowane w papiery wartościowe.

Bank Gospodarstwa Krajowego wyodrębniał w swoim planie finansowym plan finansowy Funduszu oraz sporządzał dla Funduszu odrębny bilans oraz rachunek zysków i strat.

## Zmiany w Funduszu
Na podstawie ustawy z 2008 r. o wspieraniu termomodernizacji i remontów oraz o centralnej ewidencji emisyjności budynków ustanowiono Fundusz Termomodernizacji i Remontów.